# Емма Теребо
Емма Теребо (фр. Emma Terebo, 10 липня 1998) — французька плавчиня. Учасниця Чемпіонату світу з водних видів спорту 2022, де на дистанції 100 метрів на спині посіла 5-те місце, на дистанції 200 метрів на спині посіла в півфіналі 12-те місце і не потрапила до фіналу, а в естафеті 4x100 метрів комплексом її збірна посіла у фіналі останнє, 8-ме, місце.